# Идальго-и-Костилья, Мигель
Миге́ль Грего́рио Анто́нио Игна́сио Ида́льго-и-Кости́лья-и-Галья́га Монда́рте Вильясеньо́р (исп. Miguel Gregorio Antonio Ignacio Hidalgo y Costilla y Gallaga Mondarte Villaseñor; 8 мая 1753, Пенхамо — 30 июля 1811, Чиуауа) — мексиканский католический священник и революционный вождь, положивший начало войне за независимость страны от испанского владычества своим знаменитым призывом, который в мексиканской историографии получил название «Клич Долорес». Национальный герой Мексики, прозванный «отцом Отечества» (исп. padre de la Patria).

## Происхождение
Мигель Идальго родился в семье Аны Марии Гальяги и Кристобаля Идальго-и-Костильи. Родители вступили в брак в 1750 году в церкви Франциска Ассизского в мексиканском городе Пенхамо, и через три года у четы родился второй сын, названный Мигелем. Всего в семье было четверо сыновей. Их мать умерла в 1762 году, вскоре после рождения младшего. Мигель рос на асьенде Сан-Диего-де-Корралехо, где служил управляющим его отец, и ещё в детстве узнал тяжелый сельский труд, живя бок о бок с крестьянами и батраками. Рано проникся сочувствием к их нелегкой доле и интересом к их культуре, благодаря чему выучил несколько индейских языков: отоми, науатль и пурепеча.

## Колледж святого Николая

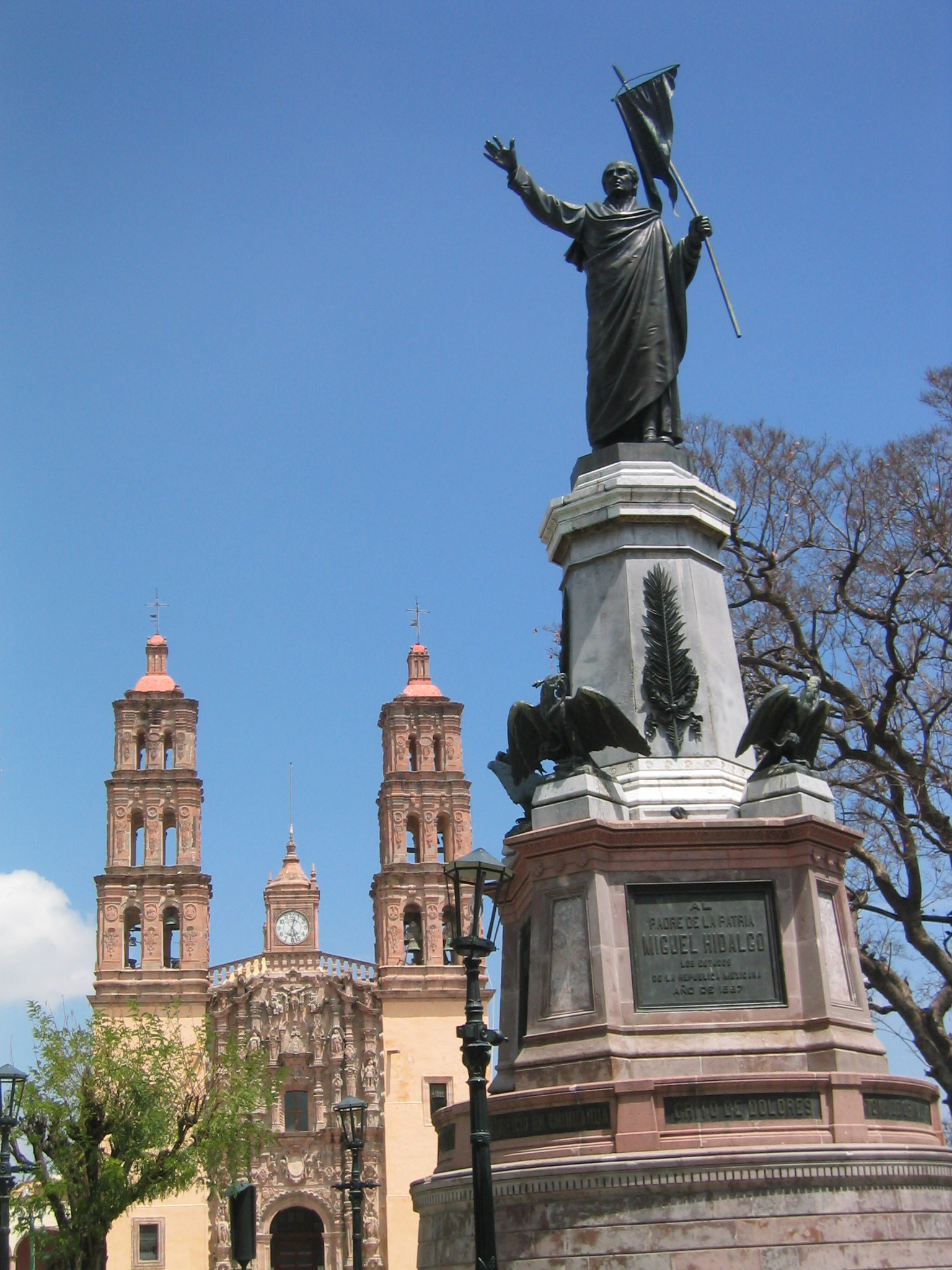
Памятник Мигелю Идальго перед его церковью в Долорес-Идальго, штат Гуанахуато

В июне 1765 года двенадцатилетний Мигель вместе с братом Хосе Хоакином отправляется в Вальядолид (нынешнюю Морелию) и там поступает в иезуитский колледж святого Николая, где изучает латынь, право, риторику, классических авторов, философию, теологию и другие церковные дисциплины. Там же он знакомится с трудом «История древней Мексики» (Historia antigua de México) мексиканского историка Франсиско Клавихеро.
Именно там происходит становление личности Мигеля Идальго как интеллектуала и революционера: «Иезуитские колледжи представляли собой авангард современных идей в Новой Испании. В них начали обучать физико-математическим наукам, рассматривали идеи Декарта, Ньютона и Лейбница, из их аудиторий шло обновление схоластической философии». В 1810 году колледж Святого Николая будет закрыт по причине явного сочувствия свободолюбивым идеям.
В 1767 году указом короля Карла III Бурбона иезуиты были изгнаны из Испании и колоний. В связи с этим колледж закрылся на несколько месяцев, но в декабре занятия возобновились.
Друзья и соученики прозвали Идальго «Лисом» за его живость, ловкость и ум. В шестнадцать лет он уже преподает философию и теологию, не прекращая собственной учёбы. Изучает итальянский и французский язык, читает Мольера и впоследствии даже ставит спектакли по его пьесам в бытность свою священником в городе Долорес (ныне Долорес-Идальго). В 1790 году становится ректором своей альма-матер. Через два года за либеральные идеи отстранен от должности и направлен в приход в Колиме.
Двадцать семь лет Идальго провел в колледже, где, в свою очередь, воспитал сотни студентов, которые, как например, Хосе Морелос, позднее последовали за учителем на его героическом пути: вооруженной революции.

## Священство

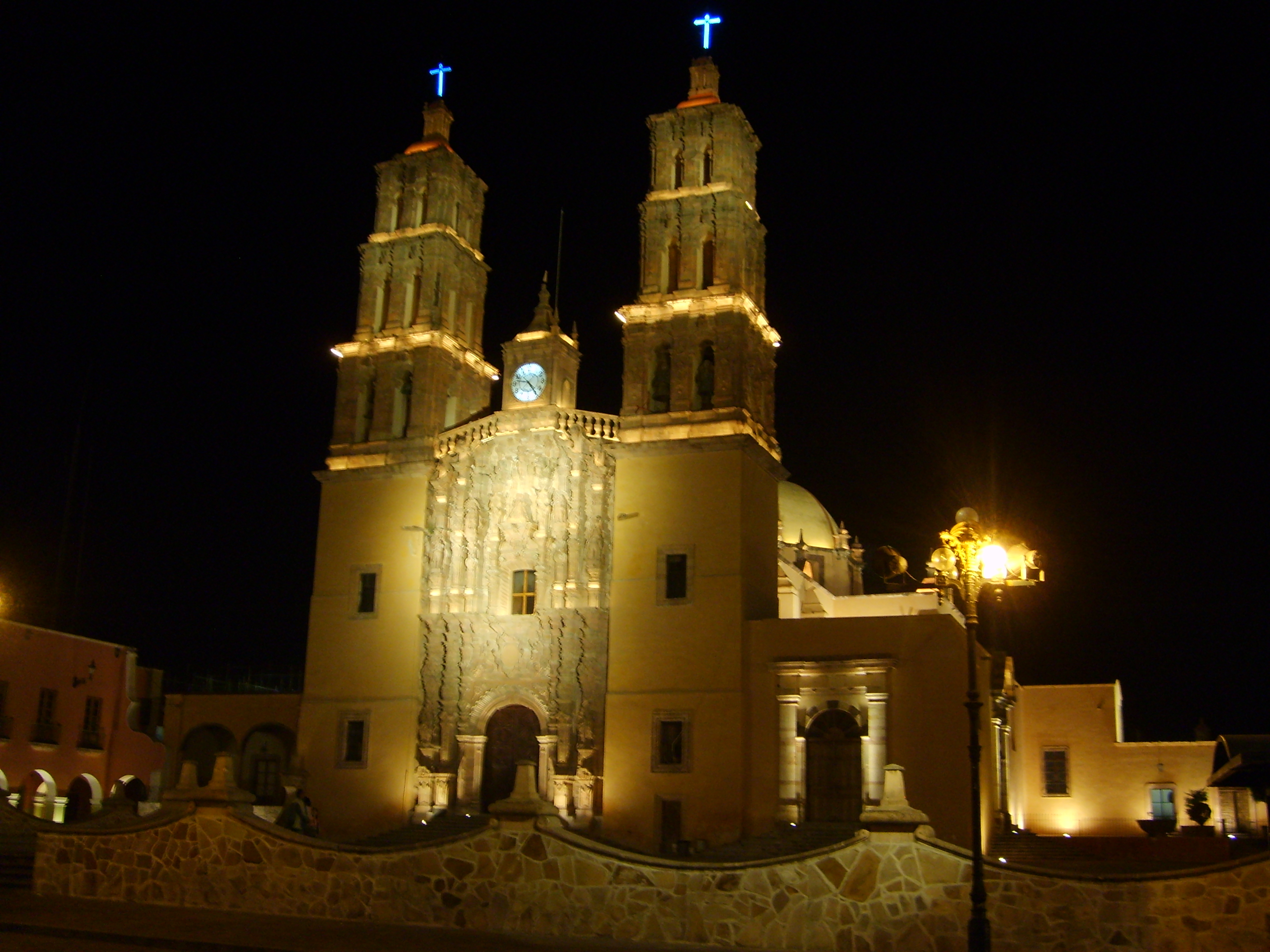
Церковь в Долорес-Идальго

В 1773 году Мигель Идальго получил степень бакалавра по философии и теологии. В 1778, в возрасте двадцати пяти лет, рукоположен в священники, а в 1784 «Диссертация об истинном методе изучения церковной теологии» прославила его в клерикальных кругах как «одного из превосходнейших теологов» вице-королевства. Получал назначения в разные приходы, до тех пор пока после смерти брата Хоакина в 1803 году не заменил его в приходе Долорес.
В Долорес он постарался улучшить экономическое и общественное положение своей паствы, открыв кузню, дубильню, гончарную, столярную, ткацкую и шорную мастерские. Построил водокачку, способствовал выращиванию винограда и тутовых деревьев для разведения шелковичных червей, выписал из Гаваны пчёл. На жалование покупал книги, а по вечерам читал и объяснял их ремесленникам. Со своим родственником организовал оркестр, чтобы его прихожане учились музыке. Восхищаясь французской культурой, читал Руссо, Дидро и Вольтера, устраивал у себя спектакли, такие как «Тартюф» Мольера, так что его дом называли «маленькой Францией». Из-за этого у него возникли серьёзные проблемы с испанской инквизицией.
Вскоре произошло событие, подтолкнувшее испанские колонии к отделению от метрополии. Испания объединилась с Францией для войны против Великобритании и с целью получения необходимых средств изъяла в колониях имущество должников короны и церкви. Пострадал и сам Идальго, чьи земли, доставшиеся ему в наследство от отца, были конфискованы. Разгром испанского флота при Трафальгаре вызвал ещё большее недовольство населения колоний. Младший брат Мигеля Мануэль также лишился имущества, сошёл с ума и умер в больнице для душевнобольных в 1809 году, что не в последнюю очередь повлияло на Идальго в его решении выступить против испанского владычества.

## Восстание
Вторжение Франции в Испанию в 1808 году, отречение короля Фердинанда VII в пользу Жозефа Бонапарта вызвало в Мексике политический кризис, поставивший её перед необходимостью серьёзного выбора: смириться ли с новым королём, не принять его и поддержать старого, подчиниться колониальному правительству Новой Испании либо взять судьбу Мексики в собственные руки.

Один из друзей Идальго и его будущий соратник Педро Хосе Сотело делает такое признание: 
«Негоже нам, мексиканцам, хозяевам такой прекрасной и богатой страны, и дольше оставаться под властью новоявленных испанишек: они обирают нас, держат нас под своим ярмом, которое уже невозможно более терпеть; обращаются с нами, как с рабами; мы не властны ни свободно говорить, ни пользоваться плодами нашей земли».

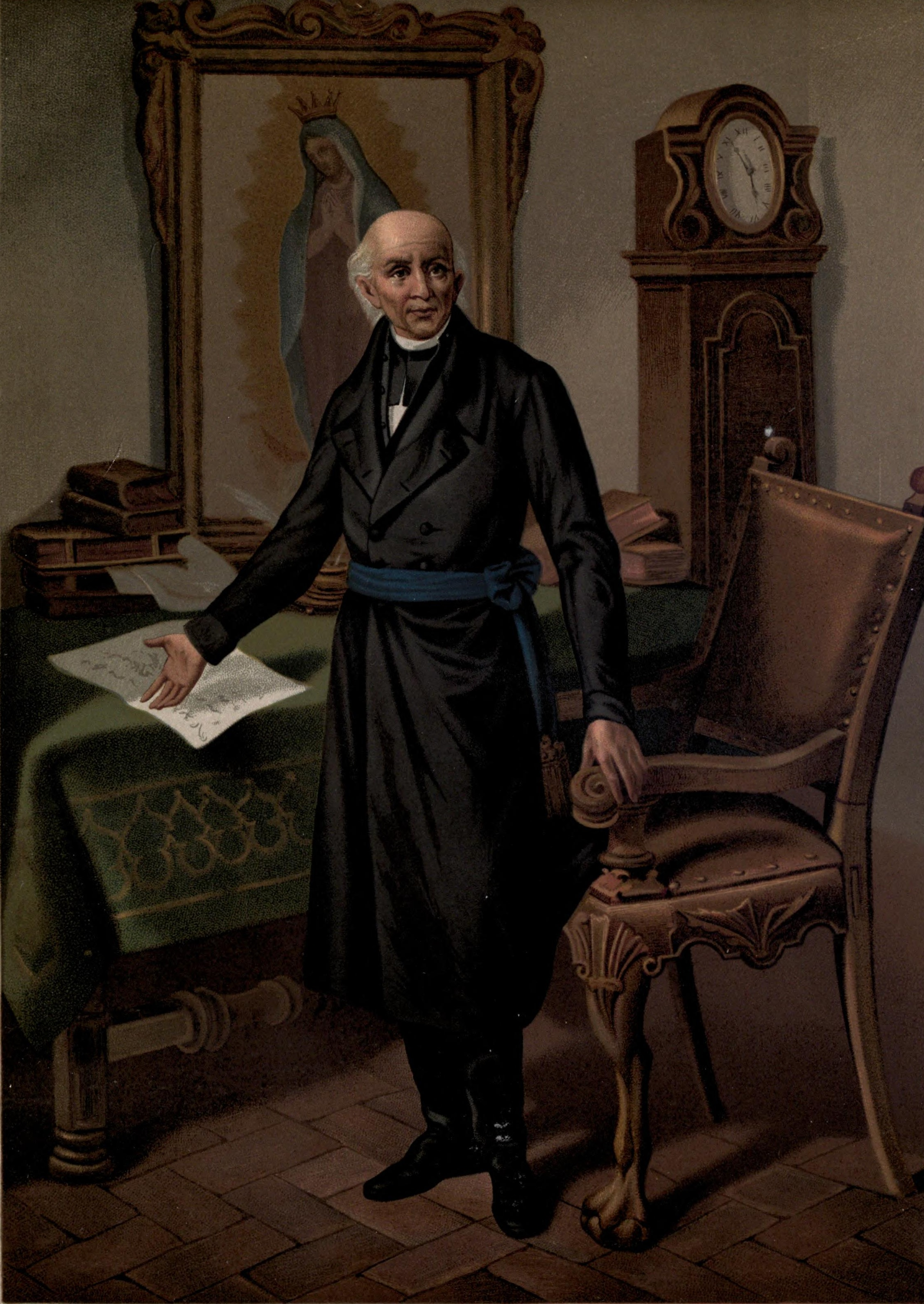
Мигель Идальго. Портрет 1880 года.

Народное недовольство угрожает прорваться, и Идальго начинает готовиться к восстанию. Он изучает артиллерию и оружейное дело и задумывает «регламент революции» или «план операции», постепенно превращаясь в первого мексиканского революционера-интеллектуала, соединившего теорию и практику, истинного представителя своего народа. Он пользуется уважением как среди бедных индейцев, так и среди людей высокого положения.
В стране создаются группы заговорщиков. В одной из таких групп участвует и Мигель Идальго. При содействии коррехидора Керетаро Мигеля де Домингеса, вместе с его женой Хосефой Ортис де Домингес, капитаном Игнасио Альенде, Хуаном Альдамой и другими единомышленниками они хотят добиваться национальной независимости. Вскоре из простого участника Идальго становится одним из лидеров заговора. Он предлагает начать восстание 1 декабря, в день покровительницы города Сан-Хуан-де-лос-Лагос неподалёку от Керетаро, куда на ярмарку стекается множество испанцев. Альенде предлагает 2 октября из стратегических соображений.
Однако заговор разоблачён. 13 сентября коррехидор Домингес сообщает донье Хосефе, что власти намерены арестовать заговорщиков и с этой целью уже высланы войска. Ей удается сигналом вызвать алькальда Игнасио Переса, который живет в доме коррехидора и активно участвует в заговоре. Сквозь запертую дверь донья Хосефа велит ему скакать в соседний город Сан-Мигель, чтобы предупредить Игнасио Альенде о случившемся, но оказывается, что тот уже уехал в Долорес. Несмотря на сильную усталость, Перес всё же передает сообщение товарищам.

### Клич Долорес
В ночь с 15 на 16 сентября перед лицом неминуемой опасности Мигель Идальго восклицает: «Господа, мы погибли; ничего иного нам более не осталось, как идти на испанцев!» Он и его товарищи освобождают из тюрьмы заключенных, которые примыкают к ним, вооружившись палками, камнями и кольями. Потом им удается захватить оружие королевского полка, арестовать управляющего, сборщика десятин и местных испанцев.
Перед самым рассветом зазвонили колокола приходской церкви. Жители, в основном индейцы и метисы, собрались у церкви на мессу, но вместо молитв услышали призыв к борьбе — знаменитый клич Долорес.
Дон Мигель говорил о том, что цель восстания — отстранить от власти выходцев из Европы, о привилегированном положении «белых» мексиканцев и жалкой участи коренных жителей. Он призвал их к восстанию и добавил, что те, кто присоединится к нему с оружием и лошадью, будут получать ежедневную плату в один песо, а пешие — в четыре реала.

Свою речь он закончил страстным призывом: 
«Пришло время нашего избавления, пробил час завоевать нашу свободу, и если вы понимаете её великую цену, то вы поможете мне вырвать её из жадных когтей тиранов. Да здравствует независимость! Да здравствует Америка! Смерть дурному правительству!»
 — в ответ на что возбуждённая толпа прокричала: «Смерть испанцам!»

## Война за независимость

Карта военной кампании Идальго

С кличем свободы широко развернулась борьба за независимость Мексики. Угнетенные, темные, плохо управляемые массы спонтанно вливались в революционное движение, чтобы бороться с алчным и жестоким режимом. Идальго провозглашён капитан-генералом (главнокомандующим) армии повстанцев. Его эмиссары отправляются поднимать на борьбу провинции Гуанахуато, Керетаро, Гвадалахара, Сан-Луис-Потоси и Мехико. В то же время 24 сентября епископ Мичоакана Мануэль Абад-и-Кеипо, близкий друг Идальго, издает указ, в котором о повстанцах говорится: «Возмутители общественного порядка, соблазнители народа, святотатцы, клятвопреступники… Я объявляю их отлучёнными от церкви, проклятыми и запрещаю оказывать им какую-либо помощь, поддержку и покровительство под страхом полного отлучения…» Трибунал инквизиции объявляет Идальго распутником, бунтовщиком, схизматиком, жидовствующим еретиком, атеистом, материалистом и поспешником антихриста. На повстанцев с гневными речами и клеветой обрушиваются высшие сановники церкви, муниципальные власти, коллегия адвокатов и другие высокопоставленные противники народной революции. Начинается настоящая кампания по дискредитации Идальго.
Но вскоре уже под революционные знамёна встают десятки тысяч солдат. 28 сентября после кровопролитной резни (ввиду значительного численного превосходства повстанцев над роялистскими войсками и ненависти к колониальным властям, копившейся в течение трёхсот лет) в крепости Алондига-де-Гранадитас повстанцы под командованием Идальго, Морелоса и Альенде занимают Гуанахуато, один из богатейших и важнейших городов страны, где добывалась четверть всего производимого Мексикой серебра. Взятие Гуанахуато было сравнимо со взятием Бастилии во время Великой французской революции.
Вице-король направляет войска в Керетаро, Сан-Луис-Потоси, Гвадалахару и Мехико (штат). Однако повсюду народ встречает армию повстанцев с ликованием. 29 сентября Идальго под звон колоколов триумфально входит в Вальядолид, где провел двадцать семь лет своей жизни, и многие студенты и преподаватели колледжа святого Николая следуют за своим учителем и бывшим ректором. Здесь удается избежать грабежей и насилия, резко пресекаемых Игнасио Альенде.
Идальго назначает комендантом Вальядолида Хосе де Ансорену, и 19 октября тот издает указ об отмене рабства «в точное исполнение мудрого и благочестивого распоряжения главнокомандующего Американской Нации дона Мигеля Идальго-и-Костильи». Это был шаг огромной исторической важности, показавший, что «отец Нации» сражался за освобождение родины, изменение условий жизни эксплуатируемого народа и добивался радикальных общественных реформ, что свидетельствовало о подлинно революционном характере восстания. Тогда же Идальго получил звание генералиссимуса.
Мирное взятие Вальядолида ещё больше увеличивает популярность Идальго и привлекает к нему новых сторонников: в город он прибыл с пятидесятитысячной армией, а уходил из него уже с восьмидесятитысячной.
25 октября армия берет Толуку, а 30 октября одерживает новую победу в кровавом сражении с войсками генерала Феликса Кальехи при Монте-де-лас-Крусес. Оттуда она направляется к столице вице-королевства Мехико, которую к тому времени уже объяла паника. Главнокомандующий, желая избежать кровопролития, обращается к вице-королю Венегасу с предложением вступить в переговоры, на которое не получает ответа. Однако против ожиданий Идальго не идёт на город, что вызывает резкую критику его соратников. Возможно, причиной этого решения было плохое вооружение его армии, понесенные недавно большие людские потери и то, что к столице быстро стекались правительственные войска. Армия отступает к Вальядолиду и Гвадалахаре.
7 ноября революционные войска терпят поражение в битве при Акулько с армией генерала Феликса Кальехи. Плохо вооружённые, не имеющие боевого опыта народные массы не смогли успешно противостоять немногочисленной, но дисциплинированной и вооружённой огнестрельным оружием правительственной армии. После поражения силы повстанцев разделяются на две части, одна под командованием Альенде, другая Идальго. К 13 ноября Альенде прибывает в Гуанахуато. Войска генералиссимуса отправляются в Вальядолид и далее. 8 декабря революционные войска, которым вновь удается одержать несколько побед, соединяются в Гвадалахаре. Там же 15 декабря Идальго издает манифест, в котором отвергает обвинение в ереси, выдвигает оправдание своим революционным действиям и впервые обнародует план устройства правительства, который намеревается осуществить. Он учреждает революционное правительство из двух министерств: милосердия и правосудия во главе с Хосе Марией Чико и государства и права под началом Игнасио Лопеса Района.
Кальеха получает приказ вице-короля взять Гвадалахару и покончить с повстанцами. В начале 1811 года он объединяется с войсками Мануэля Флона и выступает на Гвадалахару. В январе роялистам удается захватить несколько важных населённых пунктов Халиско. Не доходя до своей цели, Кальеха встает лагерем у реки Кальдерон. 17 января между ним и войсками под началом Идальго, Альенде, Игнасио Района, Альдамы и Хименеса происходит битва при Пуэнте-де-Кальдерон, которой суждено было стать решающей для первого этапа войны за независимость. Сражение длится шесть часов, и сначала удача на стороне повстанцев. Однако в повозку с боеприпасами в их рядах попадает граната, начинается паника, и исход сражения решается в пользу роялистов, а их противник обращается в бегство, теряя силы и средства.

## Арест Идальго

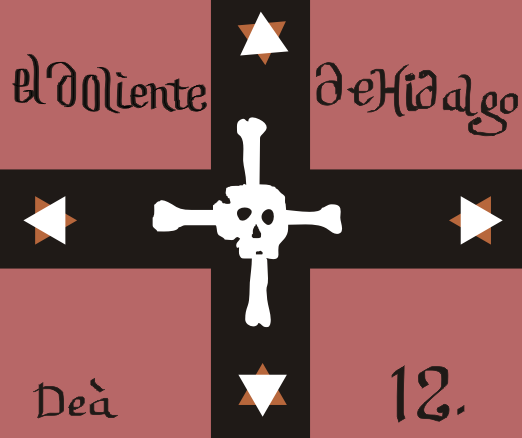
Захваченное «знамя скорби» (Bandera del Doliente) Идальго

После изнурительного отступления повстанцам все-таки удается взять ещё несколько населённых пунктов провинции Техас. В начале февраля 1811 года они выступают из Сакатекаса и направляются к Сальтильо.

Чтобы положить конец войне, вице-король Венегас предлагает помилование двум революционным вождям, но те отвечают таким отказом: 
«Мигель Идальго и Игнасио Альенде, назначенные вождями мексиканским народом… не сложат оружие, пока не вырвут из рук угнетателей бесценное сокровище свободы… Помилование, ваше сиятельство, для преступников, а не для защитников родины…»
Повстанцы намерены перебраться в США, чтобы закупить оружие и затем продолжить борьбу. Однако после разгрома в революционном лагере обостряются разногласия. Альенде крайне недоволен доном Мигелем, который игнорирует его военные советы и не может обеспечить чёткую организацию и твёрдую дисциплину в солдатских рядах. 17 марта Игнасио Альенде сменяет Мигеля Идальго на посту главнокомандующего.
В марте же к Альенде обращается Игнасио Элисондо, бывший роялист, а затем активный участник революционного движения, но на самом деле шпион правительства. Элисондо предлагает им остановиться в местности, находящейся в зоне его влияния. Повстанцы выступают из Сальтильо 16 марта и через Хребет дьявола прибывают к месту Акатита-де-Бахан (с тех пор называется Холмами взятия под стражу) на границе Техаса. Там 21 марта в результате предательства Элисондо правительственные войска арестовывают Идальго, Альенде, Альдаму и сотни других повстанцев. Сопротивляясь, погибает юный сын Альенде Индалесио. В награду Элисондо назначают полковником.
Узнав о произошедшем, Игнасио Район выступает из Сальтильо 26 марта, продвигается через Агуануэву, Пуэрто-де-Пиньонес, Сакатекас и укрепляется в Ситакуэйро, где впоследствии сформирует Верховное национальное американское собрание, которое в течение нескольких лет будет руководящим центром восстания.
Арестованных перевозят в Чиуауа, где они подвергаются изнурительным допросам и пыткам. Вождей восстания заковывают в кандалы. Каждый день происходят расстрелы заключённых.
Через два месяца заключения военный трибунал признает Альенде, Альдаму и Хименеса виновными в государственной измене. 26 июня они расстреляны в спину (как изменники) на плацу, а тела их обезглавлены. Такая же участь постигает брата Мигеля Идальго Мариано и других его соратников. Единственный, кому удается спастись, Мариано Абасоло, так как его жена происходила из очень влиятельной семьи и приложила все усилия к спасению мужа. Он выслан в Испанию, где отбывает наказание в тюрьме Кадиса и умирает в 1816 году.

### Осуждение

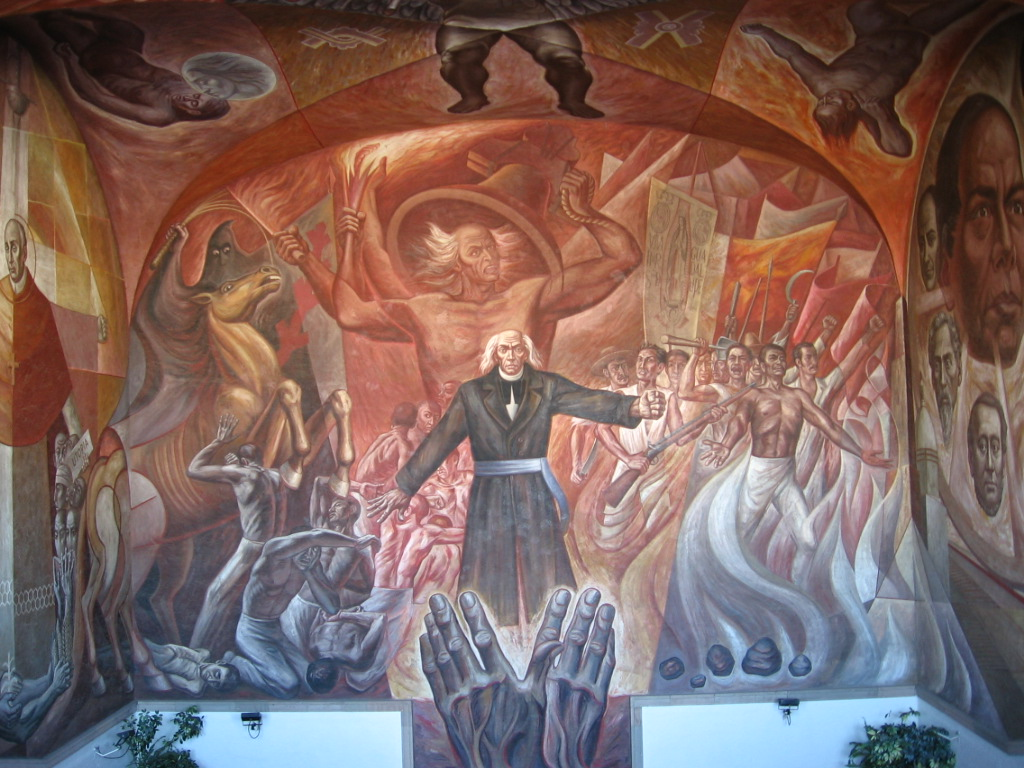
Мураль с изображением Мигеля Идальго-и-Костильи, (Ороско, Дворец правительства в Гвадалахаре)

Вскоре после казни товарищей Идальго в Чиуауа прибывает епископ Дуранго, чтобы лишить его священнического сана, так как по тогдашним законам священнослужитель не мог быть предан смерти. Во время долгих, изнурительных допросов Идальго заявляет, что всегда верил в то, что независимость необходима и благотворна для Мексики, подтверждает, что задумал план восстания, собирал армии, изготовлял оружие, чеканил монеты, распространял манифесты; признаёт, что допустил резню заключённых испанцев в Вальядолиде, Гвадалахаре и других городах, не служил месс во время восстания; однако отвергает все обвинения в том, что присваивал церковную утварь для финансирования революции и получал помощь Наполеона Бонапарта или его агентов; а также заявляет, что действовал по праву каждого гражданина, который считает, что его родина в опасности.
В свою очередь, трибунал инквизиции, впервые выдвинувший обвинение против Идальго ещё в 1800 году, 7 февраля 1811 года оглашает формальное обвинение из пятидесяти трёх пунктов. 10 июня обвиняемый составляет на него письменный ответ из двенадцати пунктов. 26 июля церковный судья представляет коменданту Сальседо приговор, гласящий, что Идальго виновен в бунте, государственной измене и совершённых по его приказу умышленных убийствах и приговаривается к лишению сана и смертной казни, а 29 июля Сальседо подтверждает решение судьи своей властью.

### Казнь

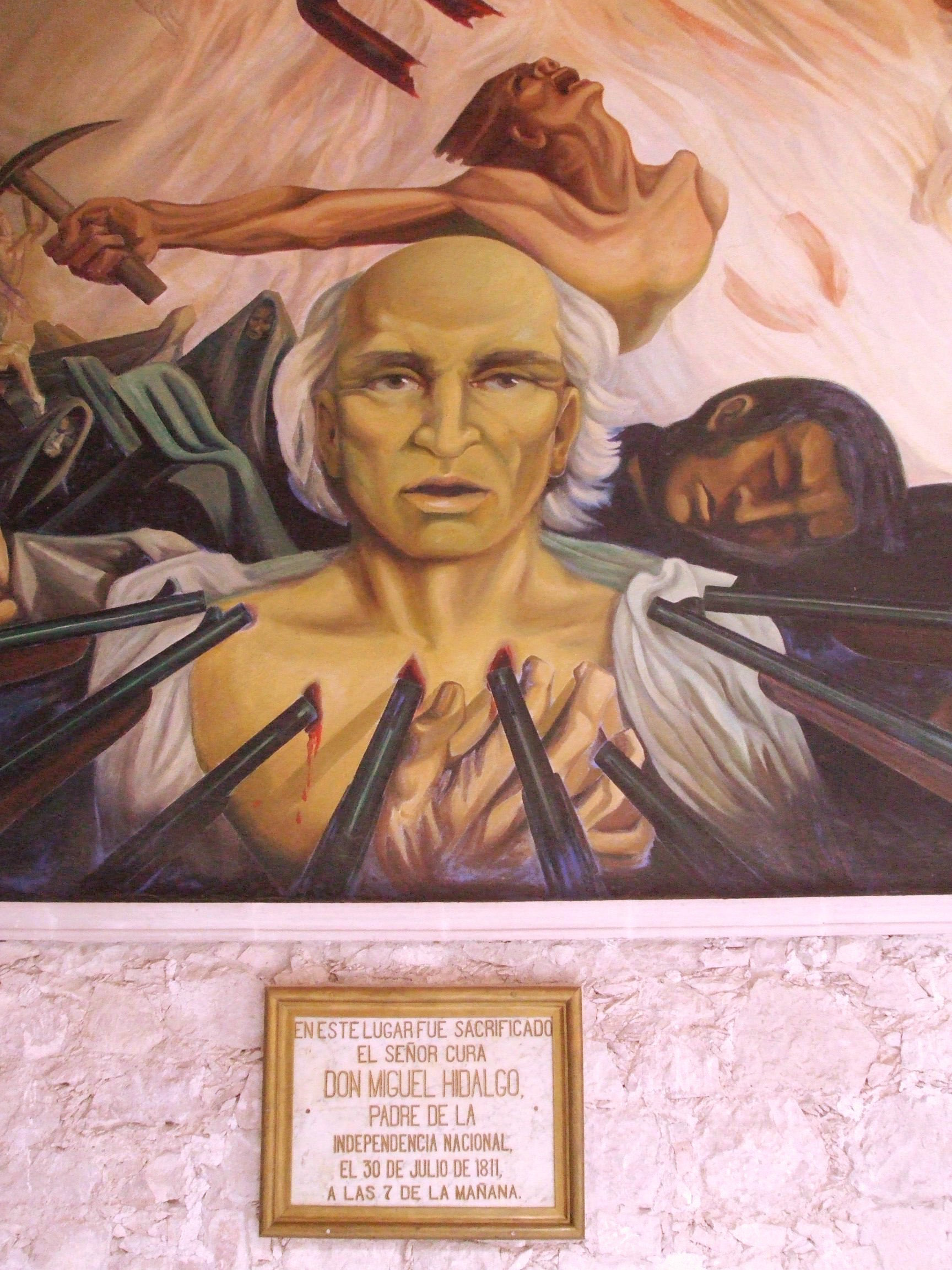
Место казни Мигеля Идальго, художник Аарон Пинья-Мора

На стене своей камеры Идальго пишет две децимы, благодаря тюремщиков за хорошее обращение. Далее следует унизительная церемония лишения сана, после которой осужденному зачитывают приговор. Священник просит не завязывать ему глаза (просьба осталась невыполненной) и стрелять не в спину, а в правую руку, которую он прижимает к сердцу.
Мигель Идальго был расстрелян на рассвете 30 июля 1811 года во дворе бывшего колледжа иезуитов в Чиуауа (в настоящее время Дворец правительства). После расстрела Сальседо одним ударом мачете отрубил голову у бездыханного тела. Головы четверых руководителей восстания отправили в Гуанахуато и поместили в четырех углах крепости Алондига-де-Гранадитас для устрашения повстанцев.

## Посмертная слава
После гибели вождей командование революционной армией принял их соратник Хосе Мария Морелос и продолжил войну за независимость Мексики.
В 1821 году, после обретения страной независимости, тело Идальго было эксгумировано и вместе с головой захоронено в архиепископском соборе Мехико, а с 1925 года покоится у основания Колонны Независимости на Пасео-де-ла-Реформа.
В настоящее время Мигель Идальго-и-Костилья считается национальным героем Мексики. В его честь названы штат Идальго, многие населённые пункты в Мексике, как например, Долорес-Идальго и международный аэропорт в Гвадалахаре, а также округи Идальго в Техасе и Нью-Мексико, США. В честь Мигеля Идальго назван астероид (944) Идальго, открытый в 1920 году и получивший своё название по предложению президента Мексики на его встрече с немецкими астрономами, приехавшими наблюдать за солнечным затмением в 1923 году. Его портрет изображён на современной купюре в 1000 мексиканских песо, а ранее неоднократно изображался на монетах различного номинала (чаще всего 10 песо). Посвящённые ему памятники украшают города разных стран.
Каждый год, в канун дня независимости, отмечаемого 16 сентября, мексиканский президент звонит в колокол Долорес, находящийся в Президентском дворце, на площади Сокало, в центре Мехико, а затем, вместе с собравшимся на площади народом и зрителями, наблюдающими за церемоний по телевидению, трижды восклицает «Да здравствует Мексика!», отдавая дань памяти всем героям, погибшим за независимость родины, и в первую очередь Мигелю Идальго-и-Костилье, и его знаменитому призыву к свободе.

## Примечания

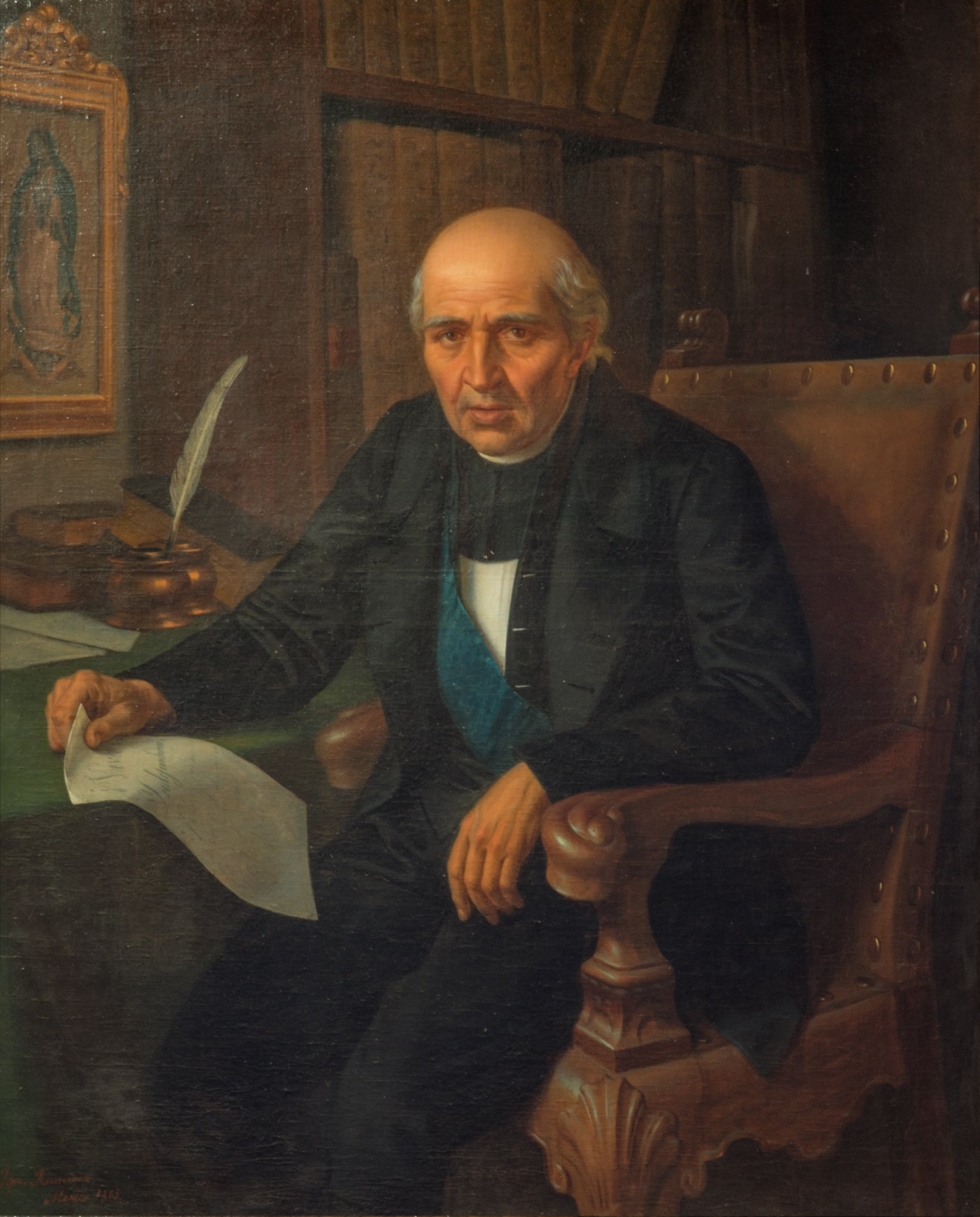
Генералиссимус Мигель Идальго